# Жовнешко језеро
Жовнешко језеро је вештачки преграђено акумулационо језеро које се налази у општини Брасловче. Настао је 1978. године изградњом земљане баријере Трнава од 73.000 кубних метара преко потока Трнавца. Површина језера је 49 ха, а просечна дубина језера је 7 м. Планирано је пре свега због безбедности у случају поплава. Такође служи и као извор воде за наводњавање и узгајалиште риба.
Град Жовнек се налази на брду изнад језера.